# Felipe Neri Jiménez
Felipe Neri Jiménez (Cuernavaca, 23 de agosto de 1884 – Tepoztlán, janeiro de 1914) conhecido como Felipe Neri, foi um militar mexicano que participou na Revolução Mexicana. Nasceu no bairro de Gualupita, Cuernavaca, Morelos, em 23 de agosto de 1884, filho de Pedro Neri e Faustina Jiménez. Desde sua infância, viveu na fazenda de Chinameca onde trabalhou como fogueiro.

## Biografia
Em 29 de março de 1911,  ele incorporou-se ao movimento maderista, e participou com um corpo de dinamitadores no cerco e tomada de Cuautla, no mês de maio, ação armada durante a qual lhe explodiu uma bomba, causando-lhe a perda de um ouvido , daí o seu apelido de "O Neri surdo".
Ao romper Francisco I. Madero com Emiliano Zapata manteve-se fiel à causa sulista. Em março de 1912, juntamente com as forças do Amador Salazar, sitiou Tepoztlán, que acabariam por tomar em 1 de abril de 1912.  Operou na área central de Morelos entre 1912 e 1913, lutando sucessivamente contra Francisco I. Madero e Victoriano Huerta. Em abril de 1913, fez parte da Junta Revolucionária do Centro e Sul da República, à qual presidia Emiliano Zapata, e pouco depois foi promovido a general.
Em janeiro de 1914, ao regressar de uma campanha e a caminho de Tepoztlán, foi morto pelas forças zapatistas de Antonio Barona Rojas, pois confundiram-no com as tropas huertistas. Foi sepultado em Amatlán, município de Tepoztlán, Morelos.